# Sky Tower (Auckland)
Der Sky Tower ist ein Aussichts- und Fernmeldeturm in Auckland, Neuseeland. Mit 328 Metern ist er der höchste Fernsehturm der südlichen Hemisphäre.

## Beschreibung
Die Errichtung des Turmes begann im Jahre 1994; die Eröffnung fand am 3. August 1997 statt. Erbaut wurde der Turm von der Firma Fletcher Construction. Der Sky Tower besitzt drei Aussichtsplattformen auf 182 Meter und 191 Meter Höhe und eine weitere unter freiem Himmel auf 220 Meter Höhe. Die unterste Aussichtsplattform verfügt über einen Glasboden wie der CN Tower in Toronto. Ein Drehrestaurant und eine Bar drehen sich in 60 Minuten um die eigene Achse.

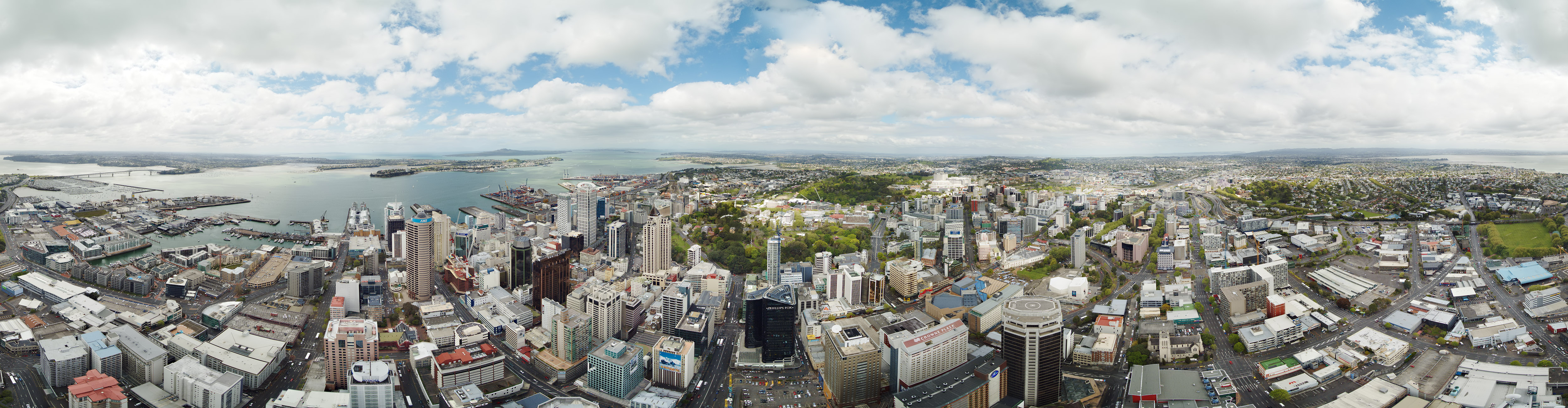
Blick vom Sky Tower

Als eine weitere Attraktion gilt der Skyjump, der von der mittleren Beobachtungsplattform aus möglich ist. Es handelt sich dabei um eine drahtseilgeführte Sonderform des Base-Jumpings, bei der der Springer durch ein programmgesteuertes Drahtseil abgebremst wird. Für viele Besucher ist das eine große Attraktion, da auf die Art ein Basejump ohne Risiko vollzogen werden kann. Auf der anderen Seite erreicht man durch die Seilbremsung aber nie freie Fallgeschwindigkeit, was insbesondere leichte Personen häufig bemängeln.
Zu besonderen Anlässen wird der Turm auf unterschiedliche Arten farbig beleuchtet.

## Sender
Der Sky Tower beherbergt den größten UKW-Rundfunksender der Welt, d. h. die vergleichsweise kurze Antenne weist die meisten Sender auf. Darunter zählen 58 Mikrowellensender, die für die Aussendung von Fernsehprogrammen, Wi-Fi, Wetterdienste und weitere Sendeanlagen verwendet werden. Insgesamt werden vom Sky Tower 22 Radiostationen in den Großraum von Auckland ausgestrahlt.